# Kharakvasla
Kharakvasla är en ort i Indien.   Den ligger i distriktet Pune och delstaten Maharashtra, i den sydvästra delen av landet, 1 200 km söder om huvudstaden New Delhi. Kharakvasla ligger 583 meter över havet och antalet invånare är 23 677.
Terrängen runt Kharakvasla är kuperad åt sydväst, men åt nordost är den platt. Runt Kharakvasla är det tätbefolkat, med 881 invånare per kvadratkilometer. Närmaste större samhälle är Pune, 12,2 km nordost om Kharakvasla. Trakten runt Kharakvasla består till största delen av jordbruksmark.